# Mistrzostwa Europy w Piłce Nożnej 1992 (składy)
Artykuł grupuje składy wszystkich reprezentacji narodowych w piłce nożnej, które wystąpią podczas mistrzostw Europy 1992 w Szwecji w dniach 10–26 czerwca 1992 roku. Selekcjonerzy wszystkich 8 reprezentacji biorących udział w turnieju do 31 maja 1992 roku do godz. 23:59 musieli zarejestrować 20-osobowy skład, z wyjątkiem reprezentacji Danii, która do turnieju dołączyła dopiero 30 maja 1992 roku w wyniku wykluczenia Jugosławii z imprez sportowych w ramach sankcji ONZ za działania wojenne w Bośni i Hercegowinie i tym samym miała czas do 4 czerwca 1992 roku.
- Przynależność klubowa na koniec sezonu 1991/1992.
- Liczba występów i goli podana do dnia rozpoczęcia mistrzostw.
- Zawodnicy oznaczeni symbolem  to kapitanowie reprezentacji.
- Legenda:
Pozycje na boisku:
BR – bramkarz
OB – obrońca
PM – pomocnik
NA – napastnik

## Grupa A

### Dania
Trener:  Richard Møller Nielsen (ur. 17 sierpnia 1937)
| Nr. | Pozycja | Piłkarz                  | Data urodzenia            | Mecze | Gole | Klub                  |
| --- | ------- | ------------------------ | ------------------------- | ----- | ---- | --------------------- |
| 1   | BR      | Peter Schmeichel         | 18 listopada 1963(dts)    | 47    | 0    | Manchester United     |
| 2   | OB      | John Sivebæk             | 25 października 1961(dts) | 77    | 1    | AS Monaco             |
| 3   | OB      | Kent Nielsen             | 28 grudnia 1961(dts)      | 50    | 3    | Aarhus GF             |
| 4   | OB      | Lars Olsen               | 2 lutego 1961(dts)        | 57    | 3    | Trabzonspor           |
| 5   | PO      | Henrik Andersen          | 7 maja 1965(dts)          | 25    | 2    | FC Köln               |
| 6   | OB      | Kim Christofte           | 24 sierpnia 1960(dts)     | 11    | 1    | Brøndby IF            |
| 7   | PO      | John Jensen              | 3 maja 1965(dts)          | 43    | 0    | Brøndby IF            |
| 8   | PO      | Johnny Mølby             | 4 lutego 1969(dts)        | 14    | 0    | Vejle BK              |
| 9   | NA      | Flemming Povlsen         | 3 grudnia 1966(dts)       | 45    | 17   | Borussia Dortmund     |
| 10  | NA      | Lars Elstrup             | 24 marca 1963(dts)        | 23    | 11   | Odense BK             |
| 11  | NA      | Brian Laudrup            | 22 lutego 1969(dts)       | 25    | 5    | Bayern Monachium      |
| 12  | OB      | Torben Piechnik          | 21 maja 1963(dts)         | 4     | 0    | Boldklubben 1903      |
| 13  | PO      | Henrik Larsen            | 17 maja 1966(dts)         | 18    | 1    | Lyngby BK             |
| 14  | NA      | Torben Frank             | 16 czerwca 1968(dts)      | 3     | 0    | Lyngby BK             |
| 15  | NA      | Bent Christensen Arensøe | 4 stycznia 1967(dts)      | 16    | 8    | Schalke Gelsenkirchen |
| 16  | BR      | Mogens Krogh             | 31 października 1963(dts) | 1     | 0    | Brøndby IF            |
| 17  | OB      | Claus Christiansen       | 19 października 1967(dts) | 2     | 0    | Lyngby BK             |
| 18  | PO      | Kim Vilfort              | 15 listopada 1962(dts)    | 42    | 6    | Brøndby IF            |
| 19  | PO      | Peter Nielsen            | 3 marca 1968(dts)         | 2     | 0    | Lyngby BK             |
| 20  | PO      | Morten Bruun             | 28 czerwca 1965(dts)      | 11    | 0    | Silkeborg IF          |

### Anglia
Trener:  Graham Taylor (ur. 15 września 1944)
| Nr. | Pozycja | Piłkarz        | Data urodzenia            | Mecze | Gole | Klub                 |
| --- | ------- | -------------- | ------------------------- | ----- | ---- | -------------------- |
| 1   | BR      | Chris Woods    | 14 listopada 1959(dts)    | 31    | 0    | Sheffield Wednesday  |
| 2   | OB      | Keith Curle    | 14 listopada 1963(dts)    | 2     | 0    | Manchester City      |
| 3   | OB      | Stuart Pearce  | 24 kwietnia 1962(dts)     | 47    | 2    | Nottingham Forest    |
| 4   | OB      | Martin Keown   | 24 lipca 1966(dts)        | 6     | 1    | Everton Liverpool    |
| 5   | OB      | Des Walker     | 26 listopada 1965(dts)    | 44    | 0    | Nottingham Forest    |
| 6   | OB      | Mark Wright    | 1 sierpnia 1963(dts)      | 42    | 1    | FC Liverpool         |
| 7   | PO      | David Platt    | 10 czerwca 1966(dts)      | 29    | 10   | AS Bari              |
| 8   | PO      | Trevor Steven  | 21 września 1963(dts)     | 34    | 4    | Olympique Marsylia   |
| 9   | NA      | Nigel Clough   | 19 marca 1966(dts)        | 7     | 0    | Nottingham Forest    |
| 10  | NA      | Gary Lineker   | 30 listopada 1960(dts)    | 77    | 48   | Nagoya Grampus Eight |
| 11  | PO      | Andy Sinton    | 19 marca 1966(dts)        | 4     | 0    | Queens Park Rangers  |
| 12  | PO      | Carlton Palmer | 5 grudnia 1965(dts)       | 4     | 1    | Sheffield Wednesday  |
| 13  | BR      | Nigel Martyn   | 11 sierpnia 1966(dts)     | 2     | 0    | Crystal Palace       |
| 14  | OB      | Tony Dorigo    | 31 grudnia 1965(dts)      | 10    | 0    | Leeds United         |
| 15  | PO      | Neil Webb      | 30 lipca 1963(dts)        | 24    | 3    | Manchester United    |
| 16  | PO      | Paul Merson    | 20 marca 1968(dts)        | 5     | 3    | Arsenal Londyn       |
| 17  | NA      | Alan Smith     | 21 listopada 1962(dts)    | 11    | 2    | Arsenal Londyn       |
| 18  | PO      | Tony Daley     | 18 października 1967(dts) | 5     | 0    | Aston Villa          |
| 19  | PO      | David Batty    | 2 grudnia 1968(dts)       | 8     | 0    | Leeds United         |
| 20  | NA      | Alan Shearer   | 13 sierpnia 1970(dts)     | 2     | 2    | FC Southampton       |

### Francja
Trener:  Michel Platini (ur. 21 czerwca 1955)
| Nr. | Pozycja | Piłkarz              | Data urodzenia            | Mecze | Gole | Klub                   |
| --- | ------- | -------------------- | ------------------------- | ----- | ---- | ---------------------- |
| 1   | BR      | Bruno Martini        | 25 stycznia 1962(dts)     | 22    | 0    | AJ Auxerre             |
| 2   | OB      | Manuel Amoros        | 1 lutego 1962(dts)        | 79    | 1    | Olympique Marsylia     |
| 3   | OB      | Franck Silvestre     | 5 kwietnia 1967(dts)      | 11    | 0    | FC Sochaux-Montbéliard |
| 4   | PO      | Emmanuel Petit       | 22 września 1970(dts)     | 4     | 0    | AS Monaco              |
| 5   | OB      | Laurent Blanc        | 19 listopada 1965(dts)    | 22    | 4    | SSC Napoli             |
| 6   | PO      | Bernard Casoni       | 4 września 1961(dts)      | 24    | 0    | Olympique Marsylia     |
| 7   | PO      | Didier Deschamps     | 15 października 1968(dts) | 21    | 3    | Olympique Marsylia     |
| 8   | OB      | Franck Sauzée        | 28 października 1965(dts) | 25    | 6    | Olympique Marsylia     |
| 9   | NA      | Jean-Pierre Papin    | 5 listopada 1963(dts)     | 35    | 20   | Olympique Marsylia     |
| 10  | PO      | Luis Fernández       | 2 października 1959(dts)  | 57    | 6    | AS Cannes              |
| 11  | NA      | Christian Perez      | 13 maja 1963(dts)         | 19    | 2    | Paris Saint-Germain    |
| 12  | PO      | Christophe Cocard    | 23 listopada 1967(dts)    | 4     | 0    | AJ Auxerre             |
| 13  | OB      | Basile Boli          | 2 stycznia 1967(dts)      | 35    | 1    | Olympique Marsylia     |
| 14  | PO      | Jean-Philippe Durand | 11 listopada 1960(dts)    | 20    | 0    | Olympique Marsylia     |
| 15  | NA      | Fabrice Divert       | 2 września 1967(dts)      | 3     | 1    | HSC Montpellier        |
| 16  | PO      | Pascal Vahirua       | 9 marca 1966(dts)         | 13    | 1    | AJ Auxerre             |
| 17  | OB      | Rémi Garde           | 3 kwietnia 1966(dts)      | 6     | 0    | Olympique Lyon         |
| 18  | NA      | Éric Cantona         | 24 maja 1966(dts)         | 24    | 12   | Leeds United           |
| 19  | BR      | Gilles Rousset       | 22 sierpnia 1963(dts)     | 2     | 0    | Olympique Lyon         |
| 20  | OB      | Jocelyn Angloma      | 7 sierpnia 1965(dts)      | 10    | 0    | Olympique Marsylia     |

### Szwecja
Trener:  Tommy Svensson (ur. 4 marca 1945)
| Nr. | Pozycja | Piłkarz           | Data urodzenia           | Mecze | Gole | Klub                     |
| --- | ------- | ----------------- | ------------------------ | ----- | ---- | ------------------------ |
| 1   | BR      | Thomas Ravelli    | 13 sierpnia 1959(dts)    | 88    | 0    | IFK Göteborg             |
| 2   | OB      | Roland Nilsson    | 27 listopada 1963(dts)   | 43    | 1    | Sheffield Wednesday      |
| 3   | OB      | Jan Eriksson      | 24 sierpnia 1967(dts)    | 19    | 1    | IFK Norrköping           |
| 4   | OB      | Patrik Andersson  | 18 sierpnia 1971(dts)    | 4     | 0    | Malmö FF                 |
| 5   | OB      | Joachim Björklund | 15 marca 1971(dts)       | 4     | 0    | SK Brann                 |
| 6   | PO      | Stefan Schwarz    | 18 kwietnia 1969(dts)    | 12    | 2    | Benfica Lizbona          |
| 7   | PO      | Klas Ingesson     | 20 sierpnia 1968(dts)    | 22    | 7    | KV Mechelen              |
| 8   | PO      | Stefan Rehn       | 22 września 1966(dts)    | 25    | 5    | IFK Göteborg             |
| 9   | PO      | Jonas Thern       | 20 marca 1967(dts)       | 31    | 6    | Benfica Lizbona          |
| 10  | PO      | Anders Limpar     | 24 września 1965(dts)    | 31    | 4    | Arsenal Londyn           |
| 11  | NA      | Tomas Brolin      | 29 listopada 1969(dts)   | 16    | 9    | AC Parma                 |
| 12  | BR      | Lars Eriksson     | 21 września 1965(dts)    | 8     | 0    | IFK Norrköping           |
| 13  | OB      | Mikael Nilsson    | 28 września 1968(dts)    | 6     | 0    | IFK Göteborg             |
| 14  | OB      | Magnus Erlingmark | 8 lipca 1967(dts)        | 13    | 1    | Örebro SK                |
| 15  | PO      | Jan Jansson       | 26 stycznia 1968(dts)    | 3     | 0    | Östers IF                |
| 16  | NA      | Kennet Andersson  | 6 października 1967(dts) | 15    | 9    | KV Mechelen              |
| 17  | NA      | Martin Dahlin     | 16 kwietnia 1968(dts)    | 9     | 7    | Borussia Mönchengladbach |
| 18  | OB      | Roger Ljung       | 8 stycznia 1966(dts)     | 30    | 2    | Admira Wacker Mödling    |
| 19  | PO      | Joakim Nilsson    | 31 marca 1966(dts)       | 26    | 1    | Sporting Gijón           |
| 20  | NA      | Johnny Ekström    | 5 marca 1965(dts)        | 38    | 10   | IFK Göteborg             |

### WNP
Trener:  Anatolij Byszowiec (ur. 23 kwietnia 1946)
Uwzględniono również dorobek w reprezentacji Związku Radzieckiego.
| Nr. | Pozycja | Piłkarz                | Data urodzenia            | Mecze | Gole | Klub               |
| --- | ------- | ---------------------- | ------------------------- | ----- | ---- | ------------------ |
| 1   | BR      | Dmitrij Charin         | 16 sierpnia 1968(dts)     | 12    | 0    | CSKA Moskwa        |
| 2   | OB      | Andriej Czernyszow     | 7 stycznia 1968(dts)      | 23    | 0    | Spartak Moskwa     |
| 3   | OB      | Kachaber Cchadadze     | 7 września 1968(dts)      | 5     | 1    | Spartak Moskwa     |
| 4   | OB      | Achrik Cwejba          | 10 września 1966(dts)     | 22    | 2    | Dynamo Kijów       |
| 5   | OB      | Ołeh Kuzniecow         | 22 marca 1963(dts)        | 60    | 1    | Glasgow Rangers    |
| 6   | PO      | Igor Szalimow          | 2 lutego 1969(dts)        | 23    | 2    | US Foggia          |
| 7   | PO      | Ołeksij Mychajłyczenko | 30 marca 1963(dts)        | 38    | 9    | Glasgow Rangers    |
| 8   | PO      | Andriej Kanczelskis    | 23 stycznia 1969(dts)     | 20    | 3    | Manchester United  |
| 9   | PO      | Siarhiej Alejnikau     | 7 listopada 1961(dts)     | 75    | 6    | US Lecce           |
| 10  | PO      | Igor Dobrowolski       | 27 sierpnia 1967(dts)     | 26    | 7    | FC Servette        |
| 11  | NA      | Siergiej Juran         | 11 czerwca 1969(dts)      | 13    | 4    | Benfica Lizbona    |
| 12  | BR      | Stanisław Czerczesow   | 2 września 1963(dts)      | 10    | 0    | Spartak Moskwa     |
| 13  | NA      | Siergiej Kirjakow      | 1 stycznia 1970(dts)      | 8     | 5    | Dynamo Moskwa      |
| 14  | NA      | Wołodymyr Luty         | 20 kwietnia 1962(dts)     | 5     | 4    | MSV Duisburg       |
| 15  | NA      | Igor Koływanow         | 6 marca 1968(dts)         | 22    | 3    | US Foggia          |
| 16  | PO      | Dmitrij Kuzniecow      | 28 sierpnia 1965(dts)     | 17    | 2    | Espanyol Barcelona |
| 17  | PO      | Igor Korniejew         | 4 września 1967(dts)      | 5     | 3    | Espanyol Barcelona |
| 18  | OB      | Wiktor Onopko          | 14 października 1969(dts) | 1     | 0    | Spartak Moskwa     |
| 19  | PO      | Igor Lediachow         | 22 maja 1968(dts)         | 7     | 1    | Spartak Moskwa     |
| 20  | OB      | Andriej Iwanow         | 6 kwietnia 1967(dts)      | 3     | 0    | Spartak Moskwa     |

### Niemcy
Trener:  Berti Vogts (ur. 30 grudnia 1946)
Przed zjednoczeniem Niemiec 3 października 1990 roku, trzech zawodników: Thomas Doll (29 meczów/7 goli), Matthias Sammer (23 mecze/6 goli) oraz Andreas Thom (51 meczów/16 goli) grało w reprezentacji NRD.
| Nr. | Pozycja | Piłkarz           | Data urodzenia            | Mecze | Gole | Klub                |
| --- | ------- | ----------------- | ------------------------- | ----- | ---- | ------------------- |
| 1   | BR      | Bodo Illgner      | 7 kwietnia 1967(dts)      | 34    | 0    | FC Köln             |
| 2   | OB      | Stefan Reuter     | 16 października 1966(dts) | 32    | 2    | Juventus Turyn      |
| 3   | OB      | Andreas Brehme    | 9 listopada 1960(dts)     | 69    | 8    | Inter Mediolan      |
| 4   | OB      | Jürgen Kohler     | 6 października 1965(dts)  | 42    | 0    | Juventus Turyn      |
| 5   | OB      | Manfred Binz      | 22 września 1965(dts)     | 11    | 1    | Eintracht Frankfurt |
| 6   | OB      | Guido Buchwald    | 24 stycznia 1961(dts)     | 51    | 1    | VfB Stuttgart       |
| 7   | PO      | Andreas Möller    | 2 września 1967(dts)      | 21    | 4    | Eintracht Frankfurt |
| 8   | PO      | Thomas Häßler     | 30 maja 1966(dts)         | 29    | 3    | AS Roma             |
| 9   | NA      | Rudi Völler       | 13 kwietnia 1960(dts)     | 83    | 43   | AS Roma             |
| 10  | PO      | Thomas Doll       | 9 kwietnia 1966(dts)      | 9     | 1    | Lazio Rzym          |
| 11  | NA      | Karl-Heinz Riedle | 16 września 1965(dts)     | 20    | 6    | Lazio Rzym          |
| 12  | BR      | Andreas Köpke     | 12 marca 1962(dts)        | 3     | 0    | FC Nürnberg         |
| 13  | NA      | Andreas Thom      | 7 września 1965(dts)      | 4     | 1    | Bayer Leverkusen    |
| 14  | OB      | Thomas Helmer     | 21 kwietnia 1965(dts)     | 7     | 0    | Borussia Dortmund   |
| 15  | OB      | Michael Frontzeck | 26 marca 1964(dts)        | 17    |      | VfB Stuttgart       |
| 16  | PO      | Matthias Sammer   | 5 września 1967(dts)      | 7     | 0    | VfB Stuttgart       |
| 17  | PO      | Stefan Effenberg  | 2 sierpnia 1968(dts)      | 7     | 0    | Bayern Monachium    |
| 18  | NA      | Jürgen Klinsmann  | 30 lipca 1964(dts)        | 36    | 9    | Inter Mediolan      |
| 19  | OB      | Michael Schulz    | 3 września 1961(dts)      | 1     | 0    | Borussia Dortmund   |
| 20  | OB      | Christian Wörns   | 10 maja 1972(dts)         | 2     | 0    | Bayer Leverkusen    |

### Holandia
Trener:  Rinus Michels (ur. 9 lutego 1928)
| Nr. | Pozycja | Piłkarz            | Data urodzenia            | Mecze | Gole | Klub                |
| --- | ------- | ------------------ | ------------------------- | ----- | ---- | ------------------- |
| 1   | BR      | Hans van Breukelen | 4 października 1956(dts)  | 69    | 0    | PSV Eindhoven       |
| 2   | OB      | Berry van Aerle    | 8 grudnia 1962(dts)       | 31    | 0    | PSV Eindhoven       |
| 3   | OB      | Adri van Tiggelen  | 16 czerwca 1957(dts)      | 52    | 0    | PSV Eindhoven       |
| 4   | OB      | Ronald Koeman      | 21 marca 1963(dts)        | 56    | 10   | FC Barcelona        |
| 5   | OB      | Danny Blind        | 1 sierpnia 1961(dts)      | 20    | 1    | Ajax Amsterdam      |
| 6   | PO      | Jan Wouters        | 17 lipca 1960(dts)        | 48    | 4    | Bayern Monachium    |
| 7   | NA      | Dennis Bergkamp    | 10 maja 1969(dts)         | 13    | 6    | Ajax Amsterdam      |
| 8   | PO      | Frank Rijkaard     | 30 września 1962(dts)     | 52    | 4    | AC Milan            |
| 9   | NA      | Marco van Basten   | 31 października 1964(dts) | 51    | 24   | AC Milan            |
| 10  | PO      | Ruud Gullit        | 1 września 1962(dts)      | 57    | 16   | AC Milan            |
| 11  | PO      | John van ’t Schip  | 30 grudnia 1963(dts)      | 36    | 2    | Ajax Amsterdam      |
| 12  | NA      | Wim Kieft          | 12 listopada 1962(dts)    | 40    | 11   | PSV Eindhoven       |
| 13  | BR      | Stanley Menzo      | 15 października 1963(dts) | 3     | 0    | Ajax Amsterdam      |
| 14  | PO      | Rob Witschge       | 22 sierpnia 1966(dts)     | 7     | 0    | Feyenoord Rotterdam |
| 15  | PO      | Aron Winter        | 1 marca 1967(dts)         | 23    | 2    | Ajax Amsterdam      |
| 16  | PO      | Peter Bosz         | 21 listopada 1963(dts)    | 5     | 0    | Feyenoord Rotterdam |
| 17  | OB      | Frank de Boer      | 15 maja 1970(dts)         | 7     | 1    | Ajax Amsterdam      |
| 18  | PO      | Wim Jonk           | 12 października 1966(dts) | 3     | 1    | Ajax Amsterdam      |
| 19  | NA      | Eric Viscaal       | 20 marca 1968(dts)        | 2     | 0    | KAA Gent            |
| 20  | PO      | Bryan Roy          | 12 lutego 1970(dts)       | 8     | 2    | Ajax Amsterdam      |

### Szkocja
Trener:  Andy Roxburgh {ur. 1 sierpnia 1943)
| Nr. | Pozycja | Piłkarz          | Data urodzenia            | Mecze | Gole | Klub                |
| --- | ------- | ---------------- | ------------------------- | ----- | ---- | ------------------- |
| 1   | BR      | Andy Goram       | 13 kwietnia 1964(dts)     | 20    | 0    | Glasgow Rangers     |
| 2   | OB      | Richard Gough    | 5 kwietnia 1962(dts)      | 56    | 5    | Glasgow Rangers     |
| 3   | PO      | Paul McStay      | 22 października 1964(dts) | 57    | 8    | Celtic Glasgow      |
| 4   | OB      | Maurice Malpas   | 3 sierpnia 1962(dts)      | 50    | 0    | Dundee United       |
| 5   | NA      | Ally McCoist     | 24 września 1962(dts)     | 38    | 12   | Glasgow Rangers     |
| 6   | NA      | Brian McClair    | 8 grudnia 1963(dts)       | 23    | 0    | Manchester United   |
| 7   | NA      | Gordon Durie     | 6 grudnia 1965(dts)       | 19    | 4    | Tottenham Hotspur   |
| 8   | OB      | David McPherson  | 28 stycznia 1964(dts)     | 20    | 0    | Heart of Midlothian |
| 9   | OB      | Stewart McKimmie | 27 października 1962(dts) | 17    | 1    | FC Aberdeen         |
| 10  | PO      | Stuart McCall    | 10 czerwca 1964(dts)      | 17    | 1    | Glasgow Rangers     |
| 11  | PO      | Gary McAllister  | 25 grudnia 1964(dts)      | 15    | 3    | Leeds United        |
| 12  | BR      | Henry Smith      | 10 marca 1956(dts)        | 3     | 0    | Heart of Midlothian |
| 13  | PO      | Pat Nevin        | 6 września 1963(dts)      | 12    | 1    | Everton Liverpool   |
| 14  | NA      | Kevin Gallacher  | 23 listopada 1966(dts)    | 9     | 0    | Coventry City       |
| 15  | OB      | Tommy Boyd       | 24 listopada 1965(dts)    | 9     | 0    | Celtic Glasgow      |
| 16  | PO      | Jim McInally     | 19 lutego 1964(dts)       | 7     | 0    | Dundee United       |
| 17  | OB      | Derek Whyte      | 31 sierpnia 1968(dts)     | 4     | 0    | Celtic Glasgow      |
| 18  | PO      | David Bowman     | 10 marca 1964(dts)        | 2     | 0    | Dundee United       |
| 19  | OB      | Alan McLaren     | 4 stycznia 1971(dts)      | 3     | 0    | Heart of Midlothian |
| 20  | NA      | Duncan Ferguson  | 27 grudnia 1971(dts)      | 2     | 0    | Dundee United       |

## Wykluczenie
Reprezentacja Jugosławii została zdyskwalifikowana w ramach sankcji ONZ za działania wojenne w Bośni i Hercegowinie.

### Jugosławia
Trenerzy:  Ivan Čabrinović (ur. 1939) i  Miljan Miljanić (ur. 4 maja 1930)
| Nr. | Pozycja | Piłkarz             | Data urodzenia         | Mecze | Gole | Klub               |
| --- | ------- | ------------------- | ---------------------- | ----- | ---- | ------------------ |
| 1   | BR      | Dragoje Leković     | 21 listopada 1967(dts) | 3     | 0    | Red Star Belgrad   |
| 2   | OB      | Wujadin Stanojkowiḱ | 10 września 1963(dts)  | 20    | 2    | Partizan Belgrad   |
| 3   | OB      | Slobodan Dubajić    | 19 lutego 1963(dts)    | 0     | 0    | VfB Stuttgart      |
| 4   | PO      | Slaviša Jokanović   | 16 sierpnia 1968(dts)  | 6     | 0    | Partizan Belgrad   |
| 5   | OB      | Ilija Najdoski      | 26 marca 1964(dts)     | 10    | 1    | Red Star Belgrad   |
| 6   | PO      | Branko Brnović      | 8 sierpnia 1967(dts)   | 6     | 0    | Partizan Belgrad   |
| 7   | PO      | Vladimir Jugović    | 30 sierpnia 1969(dts)  | 4     | 1    | Red Star Belgrad   |
| 8   | PO      | Dejan Savićević     | 15 września 1966(dts)  | 27    | 7    | Red Star Belgrad   |
| 9   | NA      | Predrag Mijatović   | 19 stycznia 1969(dts)  | 9     | 0    | Partizan Belgrad   |
| 10  | PO      | Dragan Stojković    | 3 marca 1965(dts)      | 41    | 8    | Olympique Marsylia |
| 11  | PO      | Siniša Mihajlović   | 20 lutego 1969(dts)    | 4     | 0    | Red Star Belgrad   |
| 12  | BR      | Fahrudin Omerović   | 26 sierpnia 1961(dts)  | 8     | 0    | Partizan Belgrad   |
| 13  | OB      | Budimir Vujačić     | 6 września 1963(dts)   | 8     | 0    | Partizan Belgrad   |
| 14  | PO      | Dejan Petković      | 10 września 1972(dts)  | 0     | 0    | Radnički Nisz      |
| 15  | OB      | Gordan Petrić       | 30 lipca 1969(dts)     | 2     | 0    | Partizan Belgrad   |
| 16  | OB      | Darko Milanič       | 18 grudnia 1967(dts)   | 5     | 0    | Partizan Belgrad   |
| 17  | PO      | Džoni Novak         | 4 września 1969(dts)   | 4     | 0    | Partizan Belgrad   |
| 18  | PO      | Slobodan Krčmarević | 12 czerwca 1965(dts)   | 0     | 0    | Partizan Belgrad   |
| 19  | NA      | Dragan Jakovljević  | 23 lutego 1962(dts)    | 8     | 3    | Royal Antwerp      |
| 20  | OB      | Duško Radinović     | 8 lutego 1963(dts)     | 0     | 0    | Red Star Belgrad   |